# 石家庄二环路
石家庄二环路是中国河北省石家庄市的城市环线快速路之一，始建于1996年，另在2010年完成全封闭改造，是石家庄市第一条全封闭环状快速路，全长41.4公里，主线设计车速为80公里。
2009年7月1日，石家庄二环快速路提升工程开工建设，提升完毕后全长41.4公里，红线宽度60米。2009年10月30日，二环路主路通车，但仪式由于一定原因被取消。2009年12月21日，二环快速路提升工程全面竣工。

## 路段
石家庄二环路共分北二环、西二环、南二环、东二环，主路为双向6车道、辅路为双向4车道。

## 延伸线
- 北二环东延伸线：石津西路尽头为东三环后并入307国道
- 西二环北延伸线：S071西柏坡高速公路尽头在平山县西柏坡镇
- 南二环东延伸线：世纪大道/信工路尽头在藁城区廉东大街
- 南二环西延伸线：玉泉路（石家庄市）尽头井陉县北良都村附近392省道
- 东二环北延伸线：新城大道尽头在正定县新城铺镇远港路

## 公共交通
在二环路通车不久，石家庄公交有关部们便开通了环绕二环路行驶的2环1路（内环）和2环2路（外环），后来又开通了上述两条线路的快车，是为快2环1路和快2环2路，不过快车之后因为各种原因被撤销。
- 2环2路

始末站：赵佗公园——赵佗公园（外环）

全长45.5km，途径68站，首班车5:55，末班车21:40
- 2环1路

始末站：南焦客运站——南焦客运站（内环）

全长42.3km，途径67站，首班车6:00，末班车21:00